# Zinaida Greceanîiová
Zinaida Greceanîiová (* 7. února 1956, Tomsk, Ruská SFSR, SSSR) je moldavská politička, která byla v období 31. března 2008 – 14. září 2009 předsedkyní vlády Moldavska. Greceanîiová byla první žena na pozici premiéra v Moldavsku.

## Život
Greceanîiová se narodila v roce 1956 v Tomsku v Ruské republice v Sovětském svazu, kam byli její rodiče, kteří byli Svědkové Jehovovi, kvůli své víře byli deportováni z Cotiujeni na severu Moldavska v roce 1951. Během deportace zemřel její mladší bratr. Rodina se vrátila zpět do Moldavska v roce 1968. Zinaida Greceanîiová byla pokřtěna v pravoslavné církvi její babičkou z matčiny strany.

## Politická kariéra

### Parlamentní volby 2009
Její Komunistická strana Moldavské republiky v dubnu 2009 vyhrála se ziskem 60 křesel parlamentní volby, proti kterým se den poté zvedla vlna masových protestů. Následně usilovala o post prezidentky Moldavska, ke zvolení parlamentem jí však chyběl pouze jeden hlas. Datum druhého kola volby bylo stanoveno na 3. června 2009, i to ale skončilo bezvýsledně. Proto musely být následně vypsány nové parlamentní volby, po nichž její strana odešla do opozice.
Zinaida Greceanîiová je vdaná, má dvě děti.

## Vyznamenání
- Řád cti – Moldavsko, 25. března 2003[2]
- Řád republiky – Moldavsko, 7. února 2006[3]